# Яцек Мермон
Яцек Мермон (пол. Jacek Mermon; (1 січня 1944, Березів — 1 грудня 2007, Перемишль) — перемишльський архітектор, автор проектів греко-католицьких храмів у Польщі: в Гіжицьку, Кентшині, Перемишлі та Легниці.

## Життєпис
Яцек Мермон народився 1 січня 1944 року в Березові в сім'ї архітектора Міхала Мермона (1910—1992). Закінчив відділення архітектури Вроцлавської політехніки (1968).
Помер 1 грудня 2007 року в перемишлі. Похований на комунальному цвинтарі Побитно в Ряшеві (14 сектор, 19 ряд, 2 місце).

## Проєкти
Він також був автором проєктів:
- проєкт відбудови василіянської церкви і монастиря в Перемишлі;
- проєкт пристосування будинку в Кентшині під василіянський монастир;
- проєкт іконостасу греко-католицької церкви у Венґожеві;
- проєктування та нагляд за ремонтними роботами василіянського монастиря у Варшаві;
- проєкт пристосування готичних приміщень греко-католицького собору у Вроцлаві для потреб єпископської курії;
- проєкт семінарійного комплексу отців василіян у Брюховичах (нині Василіянський інститут філософсько-богословських студій імені Йосифа Велямина Рутського);
- проєкт василіянського монастиря в Дземброні;
- проєкт реконструкції площі Ринок у Перемишлі;
- проєкт реконструкції вулиці Францисканської та площі Нєподлєґлосьці в Перемишлі.